# 雅罗斯拉夫·沃尔夫
雅罗斯拉夫·沃尔夫（捷克語：Jaroslav Volf，1979年9月29日—），捷克男子皮划艇运动员。他曾代表捷克参加2000年、2004年、2008年和2012年夏季奥林匹克运动会皮划艇比赛，获得一枚银牌和一枚铜牌。